# Tatort: Liebe mich
Liebe mich ist ein Fernsehfilm aus der Krimireihe Tatort, der am 20. Februar 2022 erstmals im SRF, im ORF und im Ersten gesendet wurde. Diese 1190. Folge der Tatort-Reihe ist die 22. Folge mit Faber und der 21. und zugleich letzte Fall des Ermittlerteams Faber und Bönisch.

## Handlung
Bei den Vorbereitungen für eine Urnenbeisetzung in einem Bestattungswald wird zufällig eine Leiche gefunden. Es ist die seit einem Jahr vermisste Feline Wagner. Kurz nach ihrem Verschwinden reservierte ein Mann im Bestattungsunternehmen Ihle unter falschem Namen die Grabstätte. Das Unternehmen wird von Thomas Ihle und seiner Frau Julia geführt.
Eine Freundin der Toten gibt an, diese sei am Abend ihres Verschwindens mit einem Mann verabredet gewesen, der aber zu dem Treffen nicht aufgetaucht sei.
Bei einer anderen, ebenfalls beim Bestatter Ihle unter falschem Namen angemieteten Grabstätte findet die Polizei die Leiche der seit zwei Jahren vermissten Lena Völkers, die mit dem gleichen geblümten Kleid bekleidet ist wie die erste Tote. Die Kommissare ermitteln Clemens Pöhler als letzten Kontakt Feline Wagners. Martina Bönisch hatte schon einmal Kontakt zu ihm über ein Dating-Portal, ohne ihn zu treffen. Als sie Pöhler mit einer Frau wegfahren sehen, folgen sie ihm und nehmen ihn fest. Er scheint die beiden toten Frauen allerdings wirklich nicht zu kennen. Möglicherweise hat ein anderer unter Pöhlers Identität Kontakt zu den Frauen aufgenommen. Bönisch reaktiviert daraufhin ihren Kontakt über das Dating-Portal und vereinbart ein Treffen, das aber nicht zustande kommt, da der Gesuchte nicht erscheint.
Währenddessen ermittelt Kommissarin Rosa Herzog allein im Bestattungsinstitut Ihle, weil Lena Völkers Ehemann von Thomas Ihle bestattet wurde. Der aber ist nicht bereit, weiter mit der Polizei zu kooperieren. Am Abend ruft Rosa Herzog ihre Mutter an und vereinbart ein Treffen mit ihr. Beim Warten auf sie wird Herzog in ihrem Auto überfallen, betäubt und entführt. Am nächsten Morgen wird das ausgebrannte Auto in der Nähe des Hafens aufgefunden. Pawlak erfährt im Bestattungsinstitut Ihle, dass sich Herzog dort nach der Belegschaft zum Zeitpunkt der Beerdigung von Herrn Völkers erkundigt hatte, und lässt sich diese Liste aushändigen. Darauf sind, bis auf Nils Schmelzer, alle  Angestellten unauffällig. Schmelzer ist wegen eines Angriffs auf eine Frau vorbestraft, was ihn verdächtig macht. Er ist weder im Beerdigungsinstitut noch in seiner Wohnung anzutreffen. Dort findet Faber aber einen Hinweis auf das geblümte Kleid, in dem die beiden Toten aufgefunden wurden, was Schmelzer als den gesuchten Mörder erscheinen lässt. Es stellt sich heraus, dass Schmelzer der Zwillingsbruder Julia Ihles, der Mitbesitzerin des Bestattungsunternehmens, ist.
Am Tag nach dem vierten Geburtstag der Zwillinge Nils und Julia hatte die Mutter seinerzeit ihre Kinder verlassen. Nils hat nach diesem traumatischen Erlebnis eine unbeherrschbare Wut auf seine Mutter, die er gegenüber anderen Frauen auslebt. Deshalb hat er nun auch Rosa Herzog in ein leerstehendes Gebäude entführt. Julia, die sich als Komplizin ihres Bruders herausstellt, rät Nils, zu fliehen, da sie weiß, dass ihnen die Polizei auf der Spur ist. Doch er legt die gefesselte Kommissarin in einen Sarg, vernagelt den Deckel und dichtet ihn mit einer Folie ab.
Die Suche nach Rosa Herzog führt Faber und Bönisch zu einem früheren Gebäude des Bestattungsunternehmens, das wegen Asbestverseuchung aufgegeben werden musste und nun leer steht. Als die Kommissare das Gebäude durchsuchen, finden sie den Sarg mit ihrer Kollegin. Bönisch schießt Nils Schmelzer nieder, als dieser Faber mit einer Metallstange angreift. Während Faber sich um die bewusstlose Herzog kümmert, gelingt es Julia Ihle, an eine Polizeipistole zu gelangen. Sie schießt Bönisch in den Bauch. Bönisch stirbt in Fabers Armen.

## Hintergrund
Der Film wurde vom 8. Juni 2021 bis zum 10. Juli 2021 in Dortmund, Köln und Umgebung gedreht. Der WDR gab den Ausstieg Anna Schudts aus dem Dortmund-Tatort erst am Abend der Erstausstrahlung am 20. Februar 2022 bekannt.

„Abschied vom Dortmunder Tatort zu nehmen, ist mir sehr schwer gefallen. Denn im Gegensatz zum häufig angespannten Arbeitsklima in der Dortmunder Mordkommission fühlt sich jeder Dreh fast wie ein vertrautes Familientreffen an.“

## Rezeption

### Kritiken
Rainer Tittelbach von Tittelbach.tv wertete: „Jürgen Werner […] hat hier sein Meisterstück abgelegt. Alles steht im Dienst eines extrem dichten, spannenden Plots. Jeder Ermittler hat sein Päckchen zu tragen; das wirkt nie gewollt, weil das Private knapp & klar in den Krimi-Plot eingeflochten wurde und sich stimmig aus den Vorgeschichten der Charaktere ergibt. Auch die Motive auf der Täter-Seite kommen nicht zu kurz.“
Beim Spiegel urteilte Christian Buß: „Auf einmal fügt sich alles – aber nichts zum Guten. […] Zuletzt flatterten die Erzählfäden arg lose durch die Fälle, hier werden sie zusammengebunden. […] So schließt sich der Kreis, so wird der Horror auf die Spitze getrieben. […] Ein Kuss für die Ewigkeit [zwischen Bönisch und Faber] und ein Verbrechen, das verheerend nachhallt, wenn der Abspann schon gelaufen ist: Dies ist der vorläufige Höhepunkt aus zehn Jahren Dortmund-‚Tatort‘.“
Sylvia Staude von der Frankfurter Rundschau meinte: „Dortmund – Wer regelmäßig Umgang mit Toten hat, wer einer Toten zum Beispiel hingebungsvoll und ohne Scheu die langen Haare kämmt, der tut doch auch leichter den Schritt, jemanden gleich selbst ums Leben zu bringen – oder? Einen solchen Hintergedanken glaubt man jedenfalls Jan Pawlak anzusehen, der dem Chef eines Bestattungsunternehmens die üblichen polizeilichen Fragen stellen muss. “
Bei der FAZ urteilte Heike Hupertz: „Wenn man in den zehn Jahren der Existenz des Dortmunder ‚Tatorts‘ eines verstanden hat, dann dieses: Vier Kommissare bilden längst kein Team. Auf eigene Faust, aneinander vorbei und gegeneinander, so lautete lange die Devise im Ruhrpott. Vertrauen, stillschweigend vorausgesetzte, manchmal spannungsreiche Grundlage der Kollegialität in anderen ‚Tatorten‘, gab es in Dortmund bloß als fortwährende Mangelwirtschaft.“

### Einschaltquoten
Bei der Erstausstrahlung von Liebe mich am 20. Februar 2022 verfolgten in Deutschland 9,70 Millionen Zuschauer die Filmhandlung, was einem Marktanteil von 29,1 Prozent für Das Erste entsprach. Bei den 14–49-Jährigen verfolgten 2,16 Millionen Zuschauer die Filmhandlung, mit einem Marktanteil von 24,9 Prozent.